# Istvánffy Pál
Kisasszonyfalvi Istvánffy Pál névváltozat: Istvánfi (Kisasszonyfa, ? – Németi, 1553. április 9.) költő, Baranya vármegye alispánja. Istvánffy Miklós történetíró apja.

## Pályája
Előkelő nemesi családból származott. Apja baranyai alispán, 1505-ben a vármegye követe a rákosi országgyűlésen; anyja Tolna vármegyei nemes leánya. Egyik bátyja a mohácsi csatában esett el.
A páduai egyetemen latin és görög nyelvet, természettudományokat és jogot tanult (1519–1528). Hazatérése után baranyai birtokain gazdálkodott. 1532-ben a törökök fogságába esett és csak nagy összegű váltságdíj árán szabadult ki. Később János király birtok adományozásával jutalmazta meg szolgálataiért. 1543-ban a törökök minden birtokát elfoglalták, családjával együtt földönfutó lett. I. Ferdinánd király pártfogásába vette és különféle kiküldetésekre alkalmazta. Tagja lett a Pozsonyban ülésező királyi helytartótanácsnak, valamint annak a bizottságnak is, amely Fráter Györggyel 1549-ben Erdély átadásáról tárgyalt.
Két házasságából hét gyermeke született; egyikük Szigetvár ostromában esett el. Másik gyermeke, Istvánffy Miklós az ország legelőkelőbb államférfiainak sorába küzdötte fel magát s hírneves történetíró lett.

## Munkája
Volter királyról szóló olasz eredetű széphistóriájának címe: Historia regis Volter (1539). A csodás hűségű feleség történetét Petrarca egyik latin nyelvű elbeszéléséből írta, melyet az olasz költő Boccaccio novellájából készített. Boccaccio–Petrarca  Grizeldisz-története népszerű volt egész Európában.
Kiadások: 
- Historia regis Volter (Debrecen, 1574). A szerző 1539-ben írta széphistóriáját, de az csak később jelent meg nyomtatásban; bizonyosan előbb, mint a ma ismert első, 1574. évi kiadás. A 16. századból ismerjük még egy 1580. évi kolozsvári kiadását és egy évszám nélküli lőcsei kiadását is.
- Szilády Áron szövegkiadása: Régi magyar költők tára. II. kötet. Budapest, 1880
- Vende Ernő szövegkiadása: Volter és Griseldis. Budapest, 1907 (Olcsó Könyvtár)